# Julius Krais
Friedrich Julius Krais (* 29. November 1807 in Beilstein; † 30. November 1878 in Oferdingen) war ein deutscher evangelischer Pfarrer und schwäbischer Dichter.

## Leben
Krais war der Sohn des Beilsteiner Amtmanns Philipp Friedrich Krais und besuchte zunächst die Lateinschule in Beilstein, bevor er mit 14 Jahren an das Seminar Blaubeuren kam. Von 1825 studierte er Theologie an der Universität Tübingen. Anschließend war er drei Jahre lang Vikar, dann Pfarrer in Talheim (1833 bis 1847), Güglingen (1847 bis 1850), Sondelfingen (1850 bis 1867) und Oferdingen. Er war mit seiner Cousine, der Pfarrerstochter Emilie Hopf aus Aicheldorf, verheiratet. Ihre Tochter Johanna heiratete den Zoologen und Mediziner Gustav Jäger.

## Werke und Ehrung
Zu seinem literarischen Werk gehören Gedichte sowie christliche Lyrik. Sein Nachlass wird im Schiller-Nationalmuseum aufbewahrt. Mehrere seiner Gedichtssammlungen wurden posthum von Marie Weitbrecht überarbeitet und neu herausgegeben. In Talheim, wo er 14 Jahre lang als Pfarrer wirkte, ist eine Straße nach ihm benannt.

## Schriften
- Gedichte. Carl Drechsler, Heilbronn 1839 (2. Auflage 1841).
- Gesänge unter dem Palmen. Karl Winter, Heidelberg 1847 (2. Auflage 1869).
- Biblische Geschichte in einer Auswahl poetischer Bilder. Eduard Hallberger, Stuttgart 1853.
- Altdeutsche Heldendichtungen, bearbeitet in Prosa für das deutsche Volk und für die reifere Jugend. 2 Bände, J. F. Steinkopf, Stuttgart 1855.
- Classisches Vergißmeinnicht. Denkblätter aus klassischen Dichtern und Prosaikern auf alle Tage des Jahres. Fleischhauer und Spohn, Reutlingen 1858 (zahlreiche Neuauflagen).
- Christliches Vergißmeinnicht. Denkblätter auf alle Tage des Jahres. Fleischhauer und Spohn, Reutlingen 1858 (zahlreiche Neuauflagen).
- Christliche Gedichte. Fleischhauer und Spohn, Reutlingen 1859.
- Haltet an am Gebet! Handbuch der häuslichen Andacht für evangelische Christen aus den besten älteren und neueren Sammlungen ausgewählt und herausgegeben. Fleischhauer und Spohn, Reutlingen 1862.
- Des Markus Annäus Lukanus Pharsalia. Übersetzt im Versmaaße der Urschrift, mit Einleitung und Anmerkungen. Krais & Hoffmann, Stuttgart 1863.
- als Herausgeber mit Lewis Rehfuess und E. Eyth: Die Meereskirche (The Church at Sea). Lieder und Gedichte für das christliche Volk, insbesondere für Reisende, Auswanderer, Seefahrer und Missionäre. Selbstverlag, Bremen/Heilbronn/Karlsruhe 1868.
- Den Kämpfern im Krieg und Sieg der deutschen Einheit 1870 und 71. Vaterländische Gedichte. Franz Fues, Tübingen 1877.